# Pimelodus blochii
Pimelodus blochii is een straalvinnige vissensoort uit de familie van antennemeervallen (Pimelodidae). De wetenschappelijke naam van de soort is voor het eerst geldig gepubliceerd in 1840 door Valenciennes.